# Неприкаянные сердца (телесериал)
Неприкаянные сердца (исп. Corazones sin rumbo) — мексиканский 20-серийный мелодраматический мини-сериал 1980 года производства телекомпании Televisa.

## Сюжет
Данных о сюжете указанного телесериала нет.

## Создатели телесериала

### В ролях
- Бланка Герра — Магда
- Карлос Пиньяр — Мануэль
- Беатрис Агирре — Лоренса
- Сильвия Каос — Конча
- Кармелита Гонсалес — Росио
- Ребека Манрикес — Леонор
- Росио Часаро — Чата
- Мануэль Саваль — Хорхе
- Виктор Алькосер — Эстебан
- Лола Тиноко — Чоле
- Умберто Кабаньяс — Таруффе
- Хосе Флорес — Пепе
- Рауль Ортис — Пакито
- Элоиса Капилья — Чабела
- Флоренсия Кастельо — Дон Хосе
- Хесус Гомес — Анхель
- Антонио Кастро — Карлос
- Эрнесто Касильяс — Сура
- Рой де ла Серна — Духовный брат Пигги

### Административная группа
- оригинальный текст: Фернанда Вильели
- продюсер: Ирене Сабидо